# Liste des genres de chiroptères
- Haut – A
- B
- C
- D
- E
- F
- G
- H
- I
- J
- K
- L
- M
- N
- O
- P
- Q
- R
- S
- T
- U
- V
- W
- X
- Y
- Z

## A
- Acerodon
- Aethalops
- Alionycteris
- Ametrida
- Amorphochilus
- Anoura
- Anthops
- Antrozous
- Aproteles
- Ardops
- Ariteus
- Artibeus
- Asellia
- Aselliscus

## B
- Balantiopteryx
- Balionycteris
- Barbastella
- Boneia
- Brachyphylla

## C
- Cardioderma
- Carollia
- Casinycteris
- Centronycteris
- Centurio
- Chaerephon
- Chalinolobus
- Cheiromeles
- Chiroderma
- Chironax
- Choeroniscus
- Choeronycteris
- Chrotopterus
- Cloeotis
- Coelops
- Coleura
- Cormura
- Craseonycteris
- Cynopterus
- Cyttarops

## D
- Desmodus
- Diaemus
- Diclidurus
- Diphylla
- Dobsonia
- Dyacopterus

## E
- Ectophylla
- Eidolon
- Emballonura
- Eonycteris
- Epomophorus
- Epomops
- Eptesicus
- Erophylla
- Euderma
- Eudiscopus
- Eumops

## F
- Furipterus

## G
- Glischropus
- Glossophaga

## H
- Haplonycteris
- Harpiocephalus
- Harpyionycteris
- Hesperoptenus
- Hipposideros
- Histiotus
- Hylonycteris
- Hypsignathus

## I
- Ia
- Idionycteris

## K
- Kerivoula

## L
- Laephotis
- Lasionycteris
- Lasiurus
- Latidens
- Lavia
- Leptonycteris
- Lichonycteris
- Lionycteris
- Lonchophylla
- Lonchorhina

## M
- Macroderma
- Macroglossus
- Macrophyllum
- Macrotus
- Megaderma
- Megaerops
- Megaloglossus
- Melonycteris
- Mesophylla
- Micronycteris
- Micropteropus
- Mimetillus
- Mimon
- Miniopterus
- Molossops
- Molossus
- Monophyllus
- Mormoops
- Mops
- Mormopterus
- Mosia
- Murina
- Musonycteris
- Myonycteris
- Myopterus
- Myotis
- Mystacina
- Myzopoda

## N
- Nanonycteris
- Natalus
- Neopteryx
- Noctilio
- Notopteris
- Nyctalus
- Nycteris
- Nycticeius
- Nyctimene
- Nyctinomops
- Nyctophilus

## O
- Otomops
- Otonycteris
- Otopteropus

## P
- Paracoelops
- Paranyctimene
- Penthetor
- Peropteryx
- Pharotis
- Philetor
- Phylloderma
- Phyllonycteris
- Phyllops
- Phyllostomus
- Pipistrellus
- Platalina
- Platyrrhinus
- Plerotes
- Plecotus
- Promops
- Ptenochirus
- Pteralopex
- Pteronotus
- Pteropus
- Pygoderma

## R
- Rhinolophus
- Rhinophylla
- Rhinonicteris
- Rhinopoma
- Rhogeessa
- Rhynchonycteris
- Rousettus

## S
- Saccolaimus
- Saccopteryx
- Scleronycteris
- Scotoecus
- Scotomanes
- Scotonycteris
- Scotophilus
- Sphaerias
- Sphaeronycteris
- Stenoderma
- Sturnira
- Styloctenium
- Syconycteris

## T
- Taphozous
- Tadarida
- Thyroptera
- Thoopterus
- Tomopeas
- Tonatia
- Trachops
- Triaenops
- Tylonycteris
- Uroderma

## V
- Vampyressa
- Vampyrodes
- Vampyrum
- Vespertilio